# 丸山直起
丸山 直起（まるやま なおき、1942年 - ）は、日本の政治学者。明治学院大学名誉教授。専門は、国際関係論、中東政治、ユダヤ問題。

## 来歴
早稲田大学政治経済学部政治学科卒業、一橋大学大学院法学研究科博士課程満期退学。指導教官は細谷千博。小樽商科大学助教授、国際大学教授、明治学院大学法学部教授などを歴任。

## 著書
- 『ホロコーストとアメリカ』、みすず書房,2018
- 『太平洋戦争と上海のユダヤ難民』、法政大学出版局, 2005
- 『アメリカのユダヤ人社会――ユダヤ・パワーの実像と反ユダヤ主義』、ジャパン・タイムズ, 1990

### 編著
- 『21世紀を読み解く政治学』、川上和久・丸山直起・平野浩編、日本経済評論社, 2000
- 『ポスト冷戦期の国際政治』、細谷千博・丸山直起編、有信堂高文社, 1993
- 『国際政治ハンドブック――解説と資料』、細谷千博・丸山直起編、有信堂高文社, 1984、増補改訂版、1991

### 翻訳
- ティモシー・ガートン・アッシュ『フリー・ワールド――なぜ西洋の危機が世界にとってのチャンスとなるのか?』、添谷育志ほかと共訳、風行社, 2011